# George Caspar Homans
George Caspar Homans (Boston, 11 de agosto de 1910 — Cambridge, 29 de maio de 1989) foi um sociólogo norte-americano, fundador da sociologia comportamental, presidente da American Sociological Association e um dos arquitetos da teoria da troca social. Homans é mais conhecido na ciência por sua pesquisa em comportamento social e suas obras The Human Group, Social Behavior: Its Elementary Forms, suas contribuições para a teoria da troca e as diferentes proposições que desenvolveu para explicar o comportamento social. Ele também é o terceiro bisneto do segundo presidente dos Estados Unidos, John Adams.

## O Grupo Humano
Homans ficou impressionado com a noção de esquema conceitual de Lawrence Joseph Henderson, que consiste em uma classificação de variáveis (ou conceitos) que precisam ser levados em consideração ao estudar um conjunto de fenômenos. Também consiste em um esboço das condições dadas dentro das quais os fenômenos devem ser analisados. Também deve conter uma declaração de que as variáveis estão relacionadas umas com as outras – e seguindo Pareto, essa relação é geralmente vista como de dependência mútua.
Homans estava muito interessado no esquema conceitual de Henderson como forma de classificar fenômenos e aplicou-o ao seu próprio estudo de pequenos grupos. Os ensinamentos de Henderson foram incluídos na obra de Homans, The Human Group (1950). O objetivo final deste livro foi passar de um estudo do sistema social como é exemplificado em grupos individuais para um estudo do sistema como é exemplificado em muitos grupos, incluindo grupos que mudam no tempo. O trabalho tem como tema "a maneira como as normas do grupo se desenvolvem e as maneiras pelas quais um grupo, consciente ou inconscientemente, procura manter a coesão do grupo quando os membros se afastam das normas do grupo". Homans estabelece que "as proposições gerais teriam que atender apenas a uma condição: de acordo com minha percepção original, elas deveriam se aplicar a seres humanos individuais como membros de uma espécie". De acordo com Homans, o objetivo dos sociólogos era “passar de um estudo do sistema social como é exemplificado em grupos individuais para um estudo do sistema como é exemplificado em muitos grupos, incluindo grupos que mudam no tempo” (Homans 1949). No final da década de 1950, Homans chegou lentamente à conclusão de que os sistemas sociais humanos eram muito menos orgânicos do que ele acreditava anteriormente.
Homans disse: "Se quiséssemos estabelecer a realidade de um sistema social como um complexo de elementos mutuamente dependentes, por que não começar estudando um sistema pequeno o suficiente para que pudéssemos, por assim dizer, ver tudo ao seu redor, pequeno o suficiente para que todas as observações relevantes pudessem ser feitas em detalhes e em primeira mão?". Ele cumpriu este estudo em todo o The Human Group. Este livro permitiu-lhe fazer certas generalizações, incluindo a ideia de que quanto mais frequentemente as pessoas interagem umas com as outras, quando ninguém individualmente inicia interações mais do que outras, maior é a sua simpatia e sensação de bem-estar na presença umas das outras. Embora esta não tenha sido a maior obra de Homans, ela permitiu que ele se familiarizasse com esse tipo de metodologia e o levasse a explicar o comportamento social elementar.
Neste trabalho, Homans também propõe que a realidade social deve ser descrita em três níveis: eventos sociais, costumes e hipóteses analíticas que descrevem os processos pelos quais os costumes surgem e são mantidos ou alterados. As hipóteses são formuladas em termos de relações entre variáveis como frequência de interação, similaridade de atividades, intensidade de sentimento e conformidade com normas. Usando estudos de campo sociológicos e antropológicos notáveis como base para tais ideias gerais, o livro faz um argumento persuasivo para tratar grupos como sistemas sociais que podem ser analisados em termos de um análogo verbal do método matemático.de estudar o equilíbrio e a estabilidade dos sistemas. Em suas análises teóricas desses grupos, começa a usar ideias que mais tarde ganharam destaque em seu trabalho, por exemplo, reforço e troca. Ao longo do caminho, ele trata de fenômenos gerais importantes, como controle social, autoridade, reciprocidade e ritual.

## Teoria da troca
A Teoria da Troca é a "perspectiva de que os indivíduos buscam maximizar suas próprias gratificações privadas. Ela assume que essas recompensas só podem ser encontradas em interações sociais e, portanto, as pessoas buscam recompensas em suas interações umas com as outras". As proposições da Teoria da Troca de Homans são parcialmente baseadas no behaviorismo de B. F. Skinner. Homans pegou as proposições de B. F. Skinner sobre o comportamento dos pombos e as aplicou às interações humanas.
O cerne da Teoria da Troca de Homans reside em proposições baseadas em princípios econômicos e psicológicos. Segundo Homans, eles são psicológicos por dois motivos: primeiro, porque costumam ser testados em pessoas que se autodenominam psicólogos e, segundo, pelo nível em que lidam com o indivíduo na sociedade. Ele acreditava que uma sociologia construída a partir de seus princípios seria capaz de explicar todo comportamento social. Homans disse: "Uma vantagem incidental de uma teoria da troca é que ela pode aproximar a sociologia da economia" (Homans 1958:598). No geral, a teoria da troca de Homans "pode ser condensada em uma visão do ator como um buscador racional de lucro".
Ele lamentou que sua teoria fosse rotulada como "Teoria da Troca" porque via essa teoria do comportamento social como uma psicologia comportamental aplicada a situações específicas. Homans também procurou orientação no trabalho de Émile Durkheim, mas muitas vezes discordou no final com componentes específicos das teorias de Durkheim. Por exemplo, Durkheim acreditava que, embora os indivíduos sejam as partes da sociedade, a sociedade é mais do que os indivíduos que a constituem. Ele acreditava que a sociedade poderia ser estudada sem reduzi-la aos indivíduos e suas motivações. Homans, por meio de sua Teoria da Troca, acreditava que seres e comportamentos individuais são relevantes para a compreensão da sociedade.

## Comportamento social
A próxima grande obra de Homans foi Social Behavior: Its Elementary Forms. Escreveu este livro em 1961 e o revisou em 1974. Se baseou nos princípios da psicologia comportamental e ajudou a explicar as formas "subinstitucionais" ou elementares de comportamento social em pequenos grupos. Esta explicação do comportamento social apareceu pela primeira vez em um artigo publicado por Homans intitulado "Social Behavior as Exchange" em 1958. Ele acreditava que sua Teoria da Troca era derivada tanto da psicologia comportamental quanto da economia elementar. A economia elementar, também conhecida como ' teoria da escolha racional ', foi criada para explicar como a economia e o comportamento social humano estavam ligados.
Homans chegou à opinião de que a teoria deveria ser expressa como um sistema dedutivo (raciocínio dedutivo, um pesquisador testa uma teoria coletando e examinando evidências empíricas para ver se a teoria é verdadeira). filósofos empiristas desse período. Substancialmente, ele argumentou que uma explicação satisfatória nas ciências sociais é baseada em "proposições" - princípios - sobre o comportamento individual extraídos da psicologia comportamental da época. Homans não acreditava que novas proposições fossem necessárias para explicar o comportamento social. As leis do comportamento individual desenvolvidas por Skinner em seu estudo dos pombos explicam o comportamento social desde que levemos em conta as complicações do reforço mútuo.
Além disso, ele apresenta alguns exemplos básicos do cotidiano para ajudar a explicar e dar forma à sua estrutura das proposições psicológicas também como sociológicas por natureza. Homans usa o exemplo do local de trabalho, usando "Pessoa" para se referir a um indivíduo que é funcionário de um escritório, mas precisa de mais suporte do que os colegas de trabalho regulares. Em seguida, ele apresenta "Outro" como o outro funcionário que - com mais experiência e competência - presta ao primeiro funcionário a ajuda de que ele precisa. Aqui, Homans enfatiza que "Outro" deu ajuda a "Pessoa" e que, em troca, "Pessoa" agradece e expressa sua aprovação. Com isso, Homans aponta a importância da troca mútua de ajuda e aprovação entre os indivíduos.

### A Proposta de Sucesso
"Para todas as ações tomadas pelas pessoas, quanto mais frequentemente uma ação particular de uma pessoa é recompensada, mais provável é que a pessoa execute essa ação" (Homans, 1974:16).
Para explicar essa estrutura, Homans usa seu exemplo do local de trabalho do escritório e a interação social entre "Pessoa" e "Outro". Em termos simples, Homans afirma que a proposição é aplicável quando uma pessoa busca o conselho de outras pessoas. Nesse sentido, uma pessoa voltará ao "Outro" para obter conselhos se perceber que sua ajuda foi útil e benéfica para ela. Na reciprocidade, isso os deixa mais à vontade para buscar conselhos ou ajuda de outras pessoas e, em troca, eles se sentem encorajados a dar o mesmo ou outro conselho àqueles que também procuram sua ajuda. Homans explica que há três estágios nessa proposição: 1) a ação de uma pessoa, 2) um resultado recompensado e 3) uma repetição da ação original.

## Legado
Ele morreu de uma doença cardíaca em 29 de maio de 1989, em Cambridge, Massachusetts. George C. Homans deixou para o mundo sociológico muitos trabalhos sobre teoria social, e é mais conhecido por sua Teoria da Troca e seus trabalhos sobre comportamento social. O impacto que ele teve sobre seus alunos, colegas e pessoas com quem entrou em contato é descrito por Charles Tilly em "George Caspar Homans and the Rest of Us": "Seus alunos herdaram a desconfiança da teoria por si só e teorias sobre teorias. Mesmo quando discordavam, seus alunos e leitores saíam estimulados e revigorados. George era um animador, um doador de vida".

## Obras
- English Villagers of the Thirteenth Century (1941)
- The human group (1950)
- Social behaviour (1961)
- Sentiments and Activities (1962)
- The nature of social science (1967)
- Coming to my senses, Autobiography (1984)
- Certainties and Doubts (1987)